# Сансет Вилиџ (Џорџија)
Сансет Вилиџ (енгл. Sunset Village) насељено је место без административног статуса у америчкој савезној држави Џорџија.

## Демографија
По попису из 2010. године број становника је 846, што је 25 (-2,9%) становника мање него 2000. године.
| Група             | 2000.       | 2010.       |
| Белци             | 841 (96,6%) | 796 (94,1%) |
| Афроамериканци    | 22 (2,5%)   | 26 (3,1%)   |
| Азијати           | 0 (0,0%)    | 0 (0,0%)    |
| Хиспаноамериканци | 4 (0,5%)    | 9 (1,1%)    |
| Укупно            | 871         | 846         |